# Degerfors revir
Degerfors revir var ett skogsförvaltningsområde inom Umeå överjägmästardistrikt, Västerbottens län, som omfattade Degerfors socken med undantag av kronoparkerna Hundtjärnliden, Skatan, Pyttisbeget, Surtjälen och Sjöberget. Reviret, som var indelat i sju bevakningstrakter, omfattade 55 044 hektar allmänna skogar, varav 62 kronoparker med en areal av 54 633 hektar (1920).